# Stenbockskyrkan
Stenbockskyrkan var en kyrkobyggnad i Helsingborg som tillhörde Maria församling i Lunds stift.

## Kyrkobyggnaden
Kyrkan invigdes den 11 juni 1950. Det var en låg byggnad i rödbrunt tegel placerad mellan högre bostadsbebyggelse på Vapnögatan, vid Magnus Stenbocksskolan. Den var Helsingborgs första stadsdelskyrka. I kyrksalen kunde det vistas 75 personer samtidigt. Byggnaden ritades av arkitekten Filip Lundgren.
Kyrkan togs ur bruk 6 januari 2009 i en procession ledd av kontraktsprost Gudrun Erlanson. Innan stängningen ansåg Länsstyrelsens kulturavdelning att kyrkan besatt kulturhistoriska värden som det fanns anledning att värna om då den utgjorde ett gott exempel på sentida kyrkorum i Helsingborg. Men församlingen valde istället att satsa på Sankta Anna kyrka och Sankt Andreas kyrka.

## Inventarier
Av de inventarier som fanns i kyrkan kan nämnas:
- Altarskåpet som införskaffades i Oberammergau och sattes in i kyrkan efter en renovering 1989. Den föreställer den återuppståndne Jesus när han möter två av sina lärjungar som han bryter bröd med i Emmaus.
- Kormattan Förankring i ljuset tillverkades av Anna-Lisa Menander 1992. Den visar ett ankare som griper om en ljusstråle.
- Fyra målningar av Hugo Gehlin, som tidigare hade suttit på den gamla orgelläktaren i Sankta Maria kyrka.

### Orgel
Den nuvarande orgeln byggdes 1957 av Olof Hammarberg i Göteborg och är en mekanisk orgel.
| Manual        | Pedal   |
| Gedakt 8'     | Bihängd |
| Rörflöjt 4'   |         |
| Principal 2'  |         |
| Mixtur 2 chor |         |

### Webbkällor
- Helsingborgs Dagblad 2 september 2007
- Helsingborgs Dagblad 29 oktober 2008
- Kyrkans Tidning 25 november 2008